# Вшеспортовний
Вшеспортовний стадіон (чеськ. Všesportovní stadion) — багатофункціональний стадіон у Градець-Кралове, Чехія, домашня арена ФК «Градець-Кралове».
Стадіон побудований та відкритий 1960 року. У 1964, 1974, 2007 та 2012 роках реконструйований. Потужність становить 7 220 глядачів.